# Acylkomplexy kovů

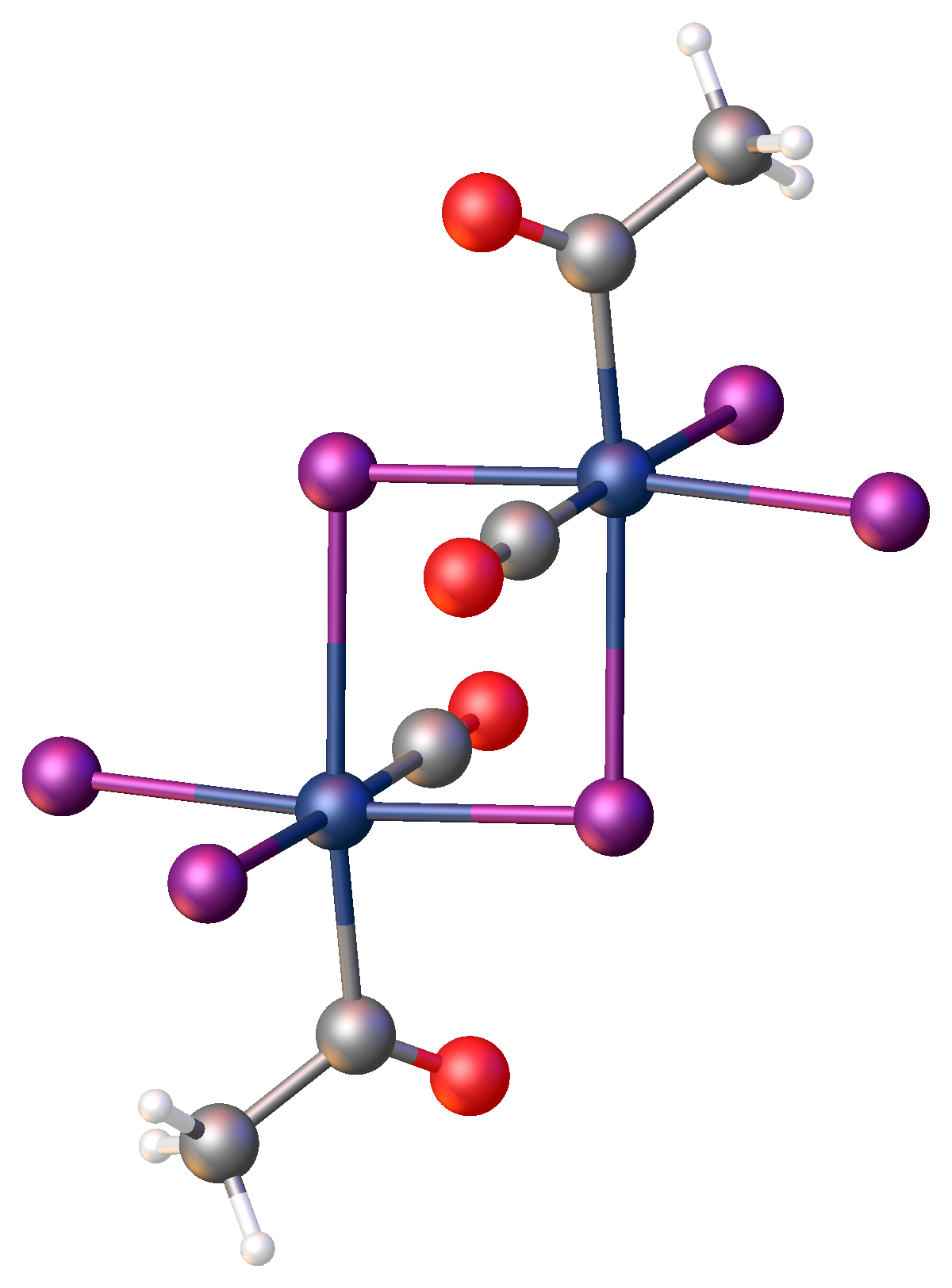
Struktura acetylového komplexu [Rh_{2}I_{6}(acetyl)_{2}(CO)_{2}]^{2−}

Acylkomplexy kovů jsou komplexní sloučeniny obsahující alespoň jeden acylový (RCO) ligand. Tyto komplexy jsou meziprodukty mnoha průmyslově využívaných reakcí, nejčastěji karbonylací.

## Struktura

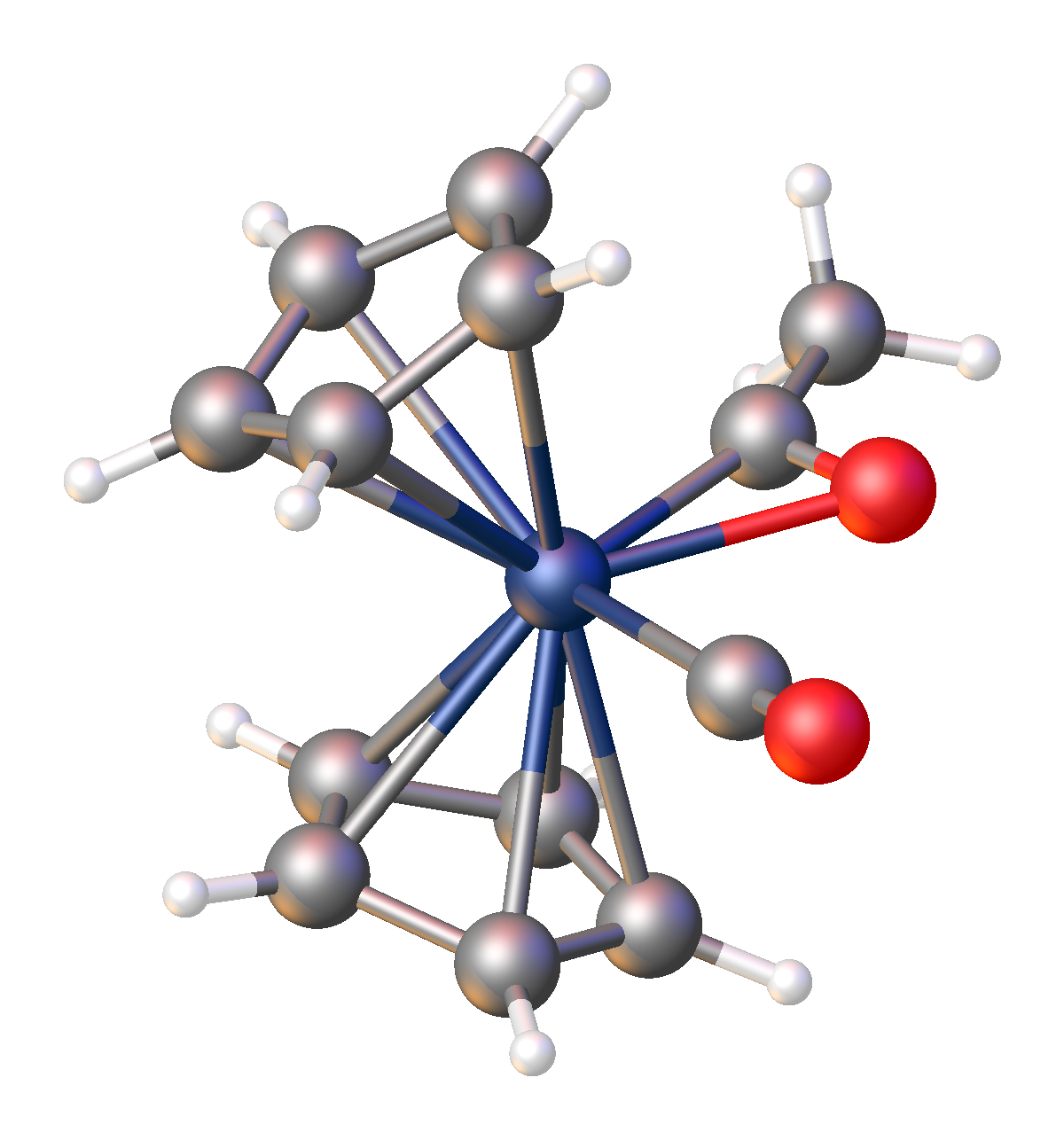
Struktura η^{2}-acylového komplexu Cp_{2}Zr(CO)(acetyl)^{+}

Acylové komplexy jsou obvykle nízkospinové.
Jednokovové acylkomplexy mohou mít jednu ze dvou struktur, C-vázanou nebo η2-C-O-vázanou, které někdy přecházejí jedna v druhou. C-vázané acylové ligandy se počítají jako jednoelektronové, podobně jako pseudohalogenidy. Ligandy vázané η2 způsobem se počítají jako 3elektronové „L-X“ ligandy.
Jsou popsány i můstkové acylové ligandy, které se na jeden kov vážou uhlíkem a na druhý kyslíkem. Příkladem může být bis(μ-acetyl)ový komplex [(CO)3Fe(C(O)CH3)2Fe(CO)3]2−.

## Příprava
Acyly kovů se často připravují reakcemi sloučenin kovů v nízkých oxidačních číslech s acylchloridy; jako příklad může sloužit oxidační adice acetylchloridu na Vaskův komplex, kde se mění čtvercově rovinné Ir+ na oktaedrické Ir3+:
IrCl(CO)(PPh3)2 + CH3COCl → CH3COIrCl2(CO)(PPh3)2
Některé acyly lze získat z aldehydů oxidačními adicemi na vazby C-H, což je základ hydroacylací.
V podobných reakcích se anionty karbonylů kovů acylují pomocí acylchloridů:
(C5H5)Fe(CO)2Na + CH3C(O)Cl → (C5H5)Fe(CO)2COCH3 + NaCl
Acylové komplexy je možné vytvořit také navázáním CO na vazby kov–alkyl; alkylové ligandy se při tom přesouvají na sousední CO ligandy. Tento druh reakce je součástí hydroformylací.
Koordinačně nasycené karbonyly reagují s organolithnými sloučeninami za tvorby acylkomplexů; v průběhu reakce dochází k ataku alkylového nukleofilu na elektrofilní CO.

## Reakce

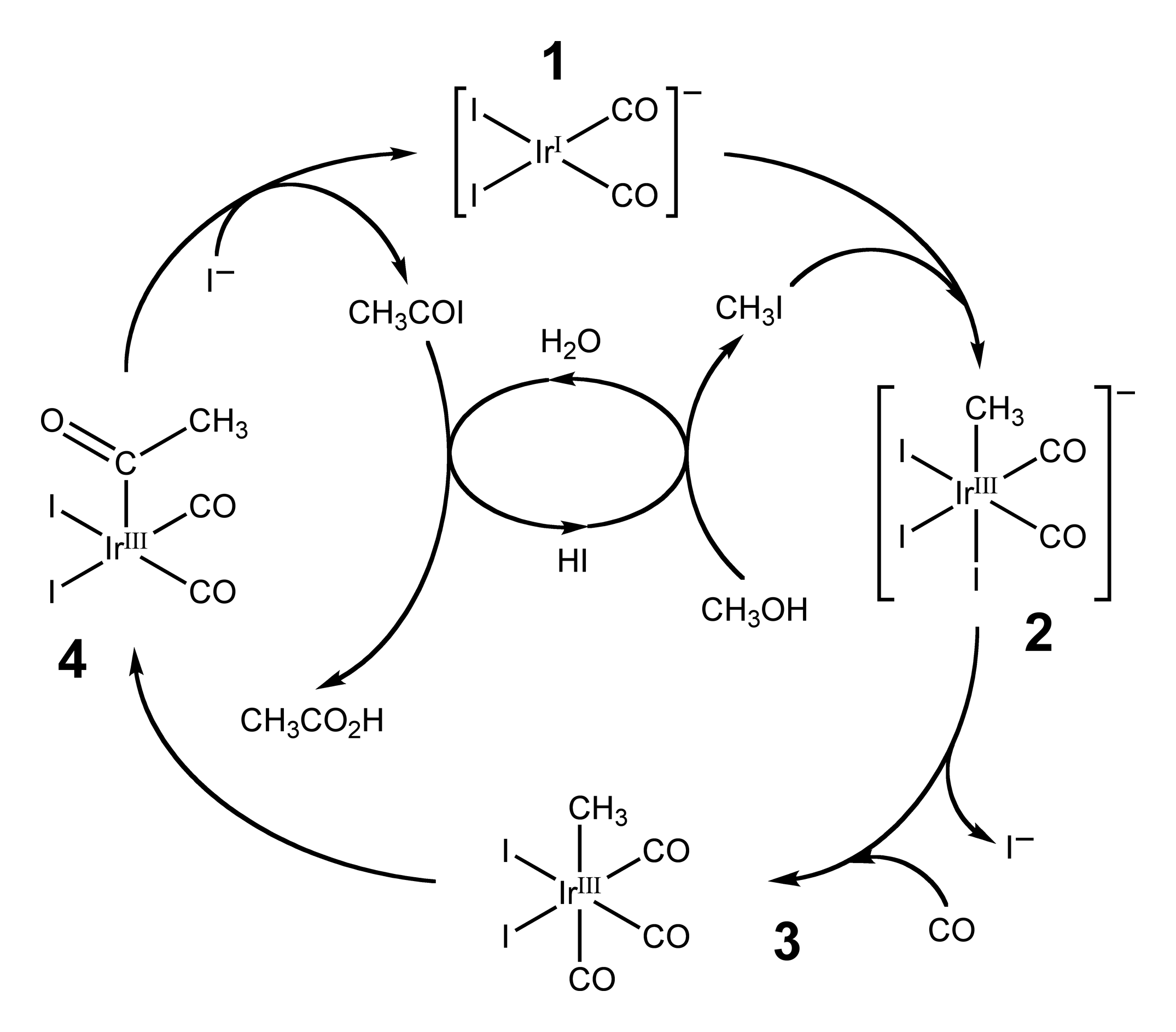
Cativa proces výroby kyseliny octové probíhá přes acylkovový meziprodukt (4).

Nejvýznamnějšími reakcemi acylkomplexů jsou redukční eliminace aldehydů z acylhydridů kovů:
LnMC(O)R(H) → LnM + RCHO
Tyto reakce jsou závěrečnými kroky hydroformylací.
Dalšími významnými reakcemi jsou dekarbonylace. Při nich musí být acylový komplex koordinačně nenasycený:
LnMC(O)R → Ln−1M(CO)R + L
Ln−1MC(O)R → Ln−1M(CO)R
Kyslíková centra acylových ligandů jsou zásaditá, což se projevuje v O-alkylacích, kterými vznikají alkoxykarbenové komplexy:

## Využití
Acylkomplexy jsou součástí několika důležitých průmyslových procesů, těmi jsou například:
- hydroformylace
- výroba kyseliny octové
- kopolymerizace ethenu a oxidu uhelnatého

Acylové komplexy kovů jsou také meziprodukty Cudžiových–Wilkinsonových dekarbonylací aldehydů.